# Gueorgui Piatakov
Gueorgui Leonidovitch Piatakov (en rus: Георгий Леонидович Пятаков), dit Kievski, Iouri, Lialine, Petro, Yapontets (Kíiv, 6 d'agost de 1890 - Moscou, 30 de gener de 1937), fou un administrador i organitzador de la indústria soviètica, que va morir afusellat per un vell bolxevic.

## Biografia

### Primers anys
Descendent d'una rica família ucraïnesa –d'aquí el seu pseudònim de «Kievski»– que va fer fortuna amb la producció sucrera, Piatakov va entrar en política l'any 1907 com a seguidor dels anarquistes per, el 1910, implicar-se amb el Partit obrer socialdemòcrata Rus (PODSR), de tradició marxista.
Arrestat l'any 1912, fou deportat a la regió de Irkutsk, d'on s'evadí com molts altres presos i, després d'una estada al Japó i un llarg periple, aconseguí refugiar-se a Suïssa. Participà al març 1915, a Berna, a la Conferència de les seccions a l'estranger del POSDR on s'oposà a Lenin en la qüestió de les nacionalitats. Aquest conflicte amb el líder del partit el dugué a distanciar-se emigrant l'any següent, primer a Suècia i a continuació a Noruega.

### El líder de la Ucraïna bolxevic
Tornà a Rússia l'any 1917, amb la revolució, i esdevingué al juliol de l'any següent comissari del poble per a la ciutat de Kíiv, responsabilitat que s'amplià aviat a tota Ucraïna. Durant la guerra civil mostrà els seu talent com organitzador i un reconegut coratge físic: fou detingut pels «Blancs» i salvat in extremis davant de l'escamot d'execució pels guàrdies vermells que van capturar la ciutat de Kiev. En aquesta època, de desembre 1917 a novembre 1918, Piatakov exerceix com comissari en cap de la Banca de Rússia, funció que recuperarà deu anys més tard en plena fase d'industrialització del país. Al gener 1919, jutjat com a massa esquerranós, Piatakov va ser reemplaçat com a president del govern dels treballadors i pagesos d'Ucraïna pel búlgar Christian Rakovski.
Durant els anys de guerra civil i el període dit del «comunisme de guerra», s'aproximà a Nikolai Bukharin i als comunistes d'esquerra, oposant-se a Lenin i a Trotski sobretot amb motiu de la signatura del tractat de Brest-Litovsk, que suposà la sortida de Rússia de la guerra mundial. Encara que pertanyia a la generació de bolxevics joves (tenia 20 anys menys que Lenin), els seus talents d'organitzador en van convertir en un responsable prometedor, la qual cosa explica la cita elogiosa que el líder soviètic en feu al seu testament de 1922.

### Contrari al sistema burocràtic
A partir de la retirada de la vida política de Lenin a causa d'una la malaltia, la carrera de Piatakov prengué una doble orientació: consagració oficial, amb la seva entrada al Comitè central del partit l'any 1923 i, sobretot, oposició contra l'orientació burocràtica presa, segons ell, per la Revolució bolxevic. Des d'aquest instant, no vacil·là a tenir un paper de portaveu dels opositors. Signà la demanda adreçada per 46 membres eminents del Partit a la direcció, i es comprometé amb les postures de Trotski. Així, després d'una hàbil demanda del dirigent soviètic, Piatakov s'implicà en l'estructura de l'Oposició unificada coaligada contra el secretari general de el Comitè central de el Partit comunista, Ióssif Stalin.
El control d'aquest últim sobre el Partit va convertir en perillosa l'estratègia de Piatakov, el qual en alguns anys, com tots els seus aliats, perdé, un a un, tots els seus càrrecs oficials. Quedant finalment aïllat va ser exclòs del Partit l'any 1927, preludi a la renúncia a tota activitat d'opositora l'any següent. Aquesta «capitulació» –segons els termes de l'època– li permeté ser readmès i exercir en places de responsabilitat, sobretot a la comissaria a la indústria pesant, on secundà a Grigori Ordjonikidze. Aquests èxits li van permetre d'ésser reelegit al Comitè central del partit els anys 1930 i 1934.

### El procés Piatakov
L'any 1934, amb l'assassinat de Sergueï Kirov i l'inici del període de repressió que el seguí, tots els opositors, fins i tot els penedits, es van trobar exposats al l'amenaça per part de Stalin. Piatakov, detingut el 12 de setembre de 1936, fou un dels principals acusats del segon procés de Moscou, dit del Centre antisoviètic-trotskista de reserva, de vegades també anomenat «procés Piatakov». En el judici, a part de l'acusació de suport a l'oposició trotskista se'l inclogué en un imaginari complot polític impulsat per l'Alemanya nazi que tenia per objectiu la destrucció de la Unió Soviètica.
Durant el procés judicial, al centre del qual es trobava, sense ser-hi físicament presents, les persones de Trotski i del fill d'aquest, Lev Sedov, l'antic braç dret d'Ordjonikidze es trobà en companyia de Karl Radek, Grigori Sokolnikov, Nikolai Muralov, Mikhail Boguslavsky, Leonid Serebriakov i d'altres companys de segon nivell, la majoria responsables del sector industrial. Aquests últims es van mostrar menys combatius que els acusats del primer procés de 1936 ja que, probablement, les tècniques de pressió física i moral dels investigadors van ser perfeccionades. Tant Piatakov com Radek van rebutjar insistentment algunes de les acusacions contra ells però en van acceptar d'altres, amb una fortuna diferent ja que, si bé el primer fou condemnat a mort, al segon se li imposà una pena de presó.
Piatakov fou condemnat a mort i afusellat el 30 de gener de 1937. Les contra-investigacions llavors dutes a terme per militants i els treballs dels historiadors contemporanis han fet justícia a les « proves » esgrimides contra els acusats d'aquest procés. Com molt vells bolxevics Piatakov va ser rehabilitat l'any 1988.